# Vattungarna (vid Helsingholmen, Kimitoön)
Vattungarna är öar i Finland. De ligger i Skärgårdshavet och i kommunen Kimitoön i landskapet Egentliga Finland, i den sydvästra delen av landet. Öarna ligger omkring 50 kilometer söder om Åbo och omkring 150 kilometer väster om Helsingfors.
Arean för den av öarna koordinaterna pekar på är 0,3 hektar och dess största längd är 80 meter i nord-sydlig riktning. Närmaste större samhälle är Dragsfjärd, 13,6 km nordost om Vattungarna.